# Christian Somogyi

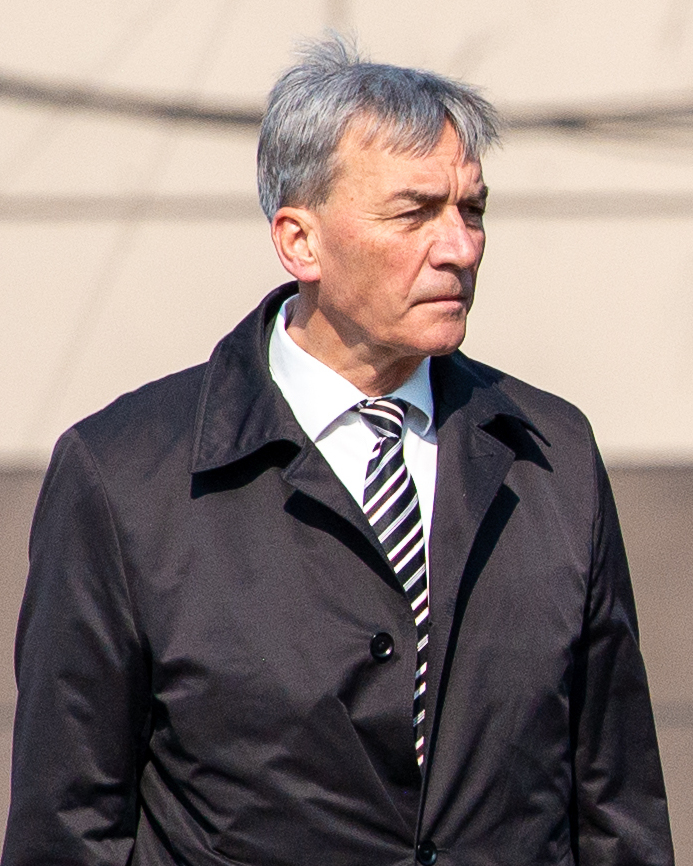
Christian Somogyi, Herrenwald-Kaserne 2022

Christian Somogyi (* 1. Dezember 1956 in Kassel) ist ein deutscher Politiker (SPD). Er ist Bürgermeister der hessischen Mittelstadt Stadtallendorf.

## Leben
Seit 1959 wohnte seine Familie in Niederklein, das 1974 zur damaligen Stadt Allendorf eingemeindet wurde. Christian Somogyi machte eine Ausbildung zum Maschinenschlosser, berufsbegleitend machte er 1986 sein Abitur an der Abendschule in Marburg. Seinen Wehrdienst leistete er beim Panzerbataillon 63 in Stadtallendorf ab.
Seit 1979 arbeitete er bei der Fraport beziehungsweise der Vorgängergesellschaft als Projektmanager. Er war dort zum Beispiel Beauftragter des Arbeitgebers in Angelegenheiten der schwerbehinderten Fraport-Mitarbeiter. Er war für Fraport Vorsitzender des UnternehmensForums für mehr Integration Behinderter Menschen in der Wirtschaft, das zum Pharmaunternehmen Boehringer Ingelheim gehört.
Christian Somogyi ist verheiratet und hat drei erwachsene Kinder.

## Politischer Werdegang
Für die SPD saß Christian Somogyi in der Stadtverordnetenversammlung und einem Ortsbeirat Stadtallendorfs. Bei der Bürgermeisterwahl 2005 trat Somogyi gegen den langjährigen Amtsinhaber Manfred Vollmer (CDU) an, verlor die Wahl jedoch in einer Stichwahl mit 48,5 Prozent. 2012 ging Vollmer in den Ruhestand. Bei der Bürgermeisterwahl im September 2011 kam es ebenfalls zu einer Stichwahl, die Somogyi im Oktober 2011 gegen den CDU-Kandidaten Pierre Brandenstein mit 52,56 Prozent der Stimmen bei einer Wahlbeteiligung von 50,59 Prozent gewann. Das Amt trat Somogyi im März 2012 an.